# Hydroptila valesiaca
Hydroptila valesiaca är en nattsländeart som beskrevs av Schmid 1947. Hydroptila valesiaca ingår i släktet Hydroptila och familjen smånattsländor. Inga underarter finns listade i Catalogue of Life.